# Martin Egel
Martin Egel   (Friburg de Brisgòvia, 1949) és un baix-baríton alemany d'òpera i concert, que va fer una carrera internacional. Va participar al Festival de Bayreuth de 1975 a 1986. També és ponent per a televisió i enregistraments.

## Biografia
Egel va néixer a Friburg im Breisgau com a fill de la cantant de contralt Marga Höffgen i del director de coral Theodor Egel. Va estudiar veu a Frankfurt i Basilea, i va debutar a l'escenari al Teatre de Basilea amb Le nozze di Figaro de Mozart el 1973, i va romandre membre del conjunt fins al 1980.
Al Festival de Bayreuth, Egel va aparèixer de 1975 a 1986, inclòs com a Donner al Jahrhundertring de 1977 a 1980. Va ser convidat als principals teatres d'òpera d'Alemanya i Europa. Va aparèixer com Melot a Tristany und Isolde de Wagner a l'òpera de Montecarlo el 1983. L'any següent va interpretar el paper principal de Le nozze di Figaro de Mozart al Liceu de Barcelona. Va actuar a Ulisse de Dallapiccola al Teatro Regio de Torí l'any 1987, i l'any següent com a Mestre de Música a Ariadne auf Naxos de Richard Strauss. El 1990, va interpretar el paper principal a Der fliegende Holländer de Wagner al Staatstheater Mainz, i com Telramund a Lohengrin de Wagner al Staatstheater Wiesbaden. Va aparèixer com Wotan a Das Rheingold de Wagner al Théâtre Graslin de Nantes el 1992. El 1996, va actuar a Cimarosa 's a Il mercato del Malmantile.
Egel va aparèixer en diverses produccions de televisió com a ponent i també va participar en enregistraments de música clàssica. També va treballar com a narrador de la literatura infantil moderna, com per exemple per al disc Onkel Martin singt und erzählt zur guten Nacht ("L'oncle Martín canta i explica històries per passar una bona nit").